# 内野駅 (福島県)
内野駅（うつのえき）は、福島県耶麻郡猪苗代町八幡にあった磐梯急行電鉄の駅（廃駅）である。磐梯急行電鉄の廃線に伴い1969年（昭和44年）3月27日に廃駅となった。

## 概要
昭和に入ってからの、沿線住民へのサービスの一環として新規開業した駅の一つであり、正式には内野停留場であった。
当駅は、川桁駅 - 当駅間の、未舗装の県道との併用軌道が終わり、専用軌道に入った位置に存在した。

## 歴史
- 1927年（昭和2年）[注 1]：日本硫黄耶麻軌道部（後の磐梯急行電鉄）川桁駅 - 会津下館駅間に新設開業。
- 1968年（昭和43年）10月14日：磐梯急行電鉄の営業休止に伴い休止駅となる。
- 1969年（昭和44年）3月27日：磐梯急行電鉄の廃線に伴い廃止。

## 駅構造
廃止時点で、1線を有する地上駅であった。プラットホームは存在せず、乗客は地面から直接乗降した。転轍機を持たない棒線駅となっていた。
開業時からの無人駅となっていた。駅舎はないが、線路の西側（沼尻方面に向かって左手側）に開放型で片流れ屋根の小さな待合所を有していた。

## 駅周辺
農業用のため池の脇に位置した。沿線風景は磐梯山を背景に絶景が続いた。
- 福島県道323号野老沢川桁停車場線
- 猪苗代町立長瀬小学校 - 当駅所在地が入口になっていた[5]。
- 猪苗代町立長瀬幼稚園
- 蔵円寺
- 平盛胤の墓[6]

## 駅跡
1996年（平成8年）時点では、駅跡は消滅していた。その後、2007年（平成19年）5月時点では駅跡地に「なつかしの沼尻軽便鉄道を訪ねて」と記載され、駅の説明文と現役時代の写真が付いた、駅名標を模した案内板が建てられていた。2010年（平成22年）4月時点でも同様であった。
併用軌道上の線路跡は県道323号線に取り込まれていた。

## 隣の駅
磐梯急行電鉄
白津駅 - 内野駅 - 会津下館駅